# Giovanni Rosini
Giovanni Rosini, född den 24 juni 1776 i Lucignano, död den 16 maj 1855 i Pisa, var en italiensk författare.
Rosini blev 1804 professor i italiensk litteratur vid universitetet i Pisa och utnämndes till livstidssenator för Toskana 
1848. Bland Rosinis arbeten märks dikten La nozze di Giove e di Latona (1810), som besjunger Napoleon I:s förmälning med Marie-Louise, romanerna La monaca di Monza (1829; flera upplagor) och Luisa Strozzi (1833), skådespelet Torquato Tasso (1835) samt det konsthistoriska verket Storia della pittura italiana (1839-47; 2:a upplagan 1848-54), rikligt försett med kopparstick.